# مذهول ومرتبك (فلم)
مذهول ومرتبك (بالإنجليزية: Dazed and Confused) هو فيلم بلوغ وفيلم كوميدي أمريكي تم إصداره عام 1993. الفيلم من كتابة وإخراج ريتشارد لينكليتر، ومن بطولة مجموعة من الممثلين أصبحوا نجومًا لاحقًا، منهم جاسون لندن، وبن أفليك، وميلا جوفوفيتش، وكول هوسر، وباركر بوزي، وآدم غولدبرغ، وماثيو ماكونهي، ونيكي كات، وجوي لورين آدمز، وروري كوكران. يحكي الفيلم عن مجموعات مختلفة من مراهقي تكساس خلال اليوم الأخير من المدرسة في عام 1976.
لم يحقق الفيلم نجاحًا تجاريًا في شباك التذاكر، حيث حقق أقل من 8 ملايين دولار في الولايات المتحدة. على الرغم من ذلك، حقق الفيلم نجاحًا نقديًا وتجاريًا على مر السنين، وأصبح منذ ذلك الحين فيلم عبادة كلاسيكي. احتل الفيلم المرتبة الثالثة في قائمة مجلة إنترتينمنت ويكلي لأفضل 50 فيلمًا عن المدرسة الثانوية. كما صنفته نفس المجلة في المرتبة العاشرة ضمن قائمة «أطرف الأفلام في الخمسة وعشرين عامًا الماضية».

## القصة
يوم 28 مايو 1976، وهو آخر يوم دراسي في مدرسة لي الثانوية في أوستن، تكساس. يستعد مجموعة من الخريجين في العام المقبل للمضايقات السنوية للطلاب الجدد. طُلب من راندال «بينك» فلويد، نجم كرة القدم في المدرسة، التوقيع على تعهد بعدم تعاطي المخدرات خلال الصيف أو القيام بأي شيء من شأنه «تعريض هدف موسم البطولة للخطر». عندما تنتهي الفصول الدراسية، يقوم طلاب التخرج بمطاردة الأولاد الجدد ومعاقبتهم. يتم مضايقة الفتيات الجدد أيضًا؛ يتم تجميعهم في ساحة انتظار المدرسة من قِبل الفتيات الخريجات، مُغطون بالخردل، والكاتشب، والدقيق، والبيض النيئ، ويُجبرون على طلب يد الأولاد الخريجين.
كما يتلاشى النهار إلى الليل، يهرب الطالب الجديد ميتش كرامر من المضايقة الأولي مع أفضل صديق له كارل بورنيت، ولكنه في وقت لاحق يُحاصر بعد مباراة بيسبول وضرب عنيف. يبتهج فريد أوبانيون، وهو أحد الخريجين المشاركين في عادات المقالب للسنة الثانية بعد فشله في التخرج، بمعاقبة ميتش. يوصل بينك ميتش المُصاب إلى المنزل ويعرض عليه أن يأخذه في جولة بسيارته مع الأصدقاء في تلك الليلة. تُخرب خطط المساء عندما يكتشف والدا كيفن بيكفورد نيته لاستضافة حفلة سُكْر. في مكان آخر، يقرر الثلاثي المثقف المُكون من سينثيا دان، وتوني أولسون، ومايك نيوهاوس المشاركة في احتفالات المساء. يصطحب بينك وصديقه ديفيد وودرسون، وهو رجل في أوائل العشرينات من عمره الذي لا يزال يتواصل مع طلاب المدرسة الثانوية، ميتش ويتوجهون إلى المتجر، قاعة بلياردو يتردد عليها المراهقين.
مع تقدم الليل، يتجول الطلاب حول المتجر، ويستمعون إلى موسيقى الروك، ويتجولون في الحي، ويرتادون مطعم طلبات سيارة محلي. يتعرف ميتش على طالبة بالسنة الثانية تُدعي جولي سيمز، والتي يشاركها في انجذاب مُتبادل. بينما كان يتجول مرة أخرى مع بينك، وبيكفورد، ودون داوسون، يشرب ميتش البيرة ويدخن الماريغوانا لأول مرة. بعد لعبة بيسبول في صندوق البريد، يلوح أحد سكان الحي بمسدس ويهدد باستدعاء الشرطة. بالكاد هربوا بعد أن أطلق الساكن النار على سيارتهم. بعد عودته إلى المتجر، يلتقي ميتش بأصدقائه من المدرسة المتوسطة. ويضعون خطة للإنتقام بدقة من أوبانيون. بلغ الأمر ذروته مع إلقائهم الطلاء على أوبانيون، والذي يذهب بنوبة من الغضب.
بعد إغلاق المتجر، يكون من المقرر إقامة حفلة سُكْر مُرتجلة في حقل تحت أحد أبراج ضوء القمر. يصل كلٍ من سينثيا، وتوني، ومايك إلى أول حفلة سُكْر لهما، حيث مايك مُهدد من قِبل الرجل القوي كلينت برونو. يجري توني إلى الطالبة الجديدة صابرينا ديفيس، والتي التقى بها في وقت سابق خلال المضايقات ويبدآن قضاء الوقت معًا. تحب سينثيا وودرسون وتتبادل أرقام الهواتف معه. يقرر مايك، والذي يعانى من إذلال مواجهته مع كلينت، اتخاذ موقفًا بلكمه؛ في المقابل، يتصدي له كلينت ويبرحه ضربًا. تم فض القتال من قِبل بينك ووودرسون. يواجه لاعب كرة القدم بيني أودونيل بينك حول رفضه التوقيع على التعهد. يعتقد بينك، اللاعب الوحيد الذي لم يوقع، أن ذلك ينتهك شخصيته ومعتقداته. يترك ميتش حفلة السُكْر مع جولي. ويقودان السيارة إلى تلة قريبة تطل على المدينة للمغازلة. يوصل طوني صابرينا للمنزل ويقبلان بعضهما قبلة المساء.
مع حلول الليل، قرر كل من بينك، ووودرسون، ودون، ورون سلاتر، والعديد من الأصدقاء الآخرين تدخين الماريجوانا على خط 50 ياردة من ملعب كرة القدم. وصلت الشرطة لذا تخلصوا من المخدرات. لتعرفهم على بينك وداوسون، استدعت الشرطة المدرب كونراد، مدرب بينك في كرة القدم. أخذ كونراد يعظ بينك بشأن التسكع مع «الخاسرين» ويصر على أن يوقع على التعهد. يقول بينك أنه قد يلعب كرة القدم، لكنه لن يوقع عليها. يغادر بينك مع أصدقائه إلى هيوستن للحصول على تذاكر لحفلة أيروسميث. يصل ميتش إلى المنزل بعد شروق الشمس ليجد والدته تنتظره. قررت عدم عقابه، لكنها حذرته من العودة إلى المنزل في وقت متأخر مرة أخري. يذهب ميتش إلى غرفة نومه، ويضع سماعات الرأس، ويستمع إلى أغنية «جولة بطيئة» لفوغات، فيما يسافر كُلٍّ مِنْ بينك، ووودرسون، وسلاتر، وسيمون كير على الطريق السريع لشراء تذاكرهم.

## طاقم التمثيل

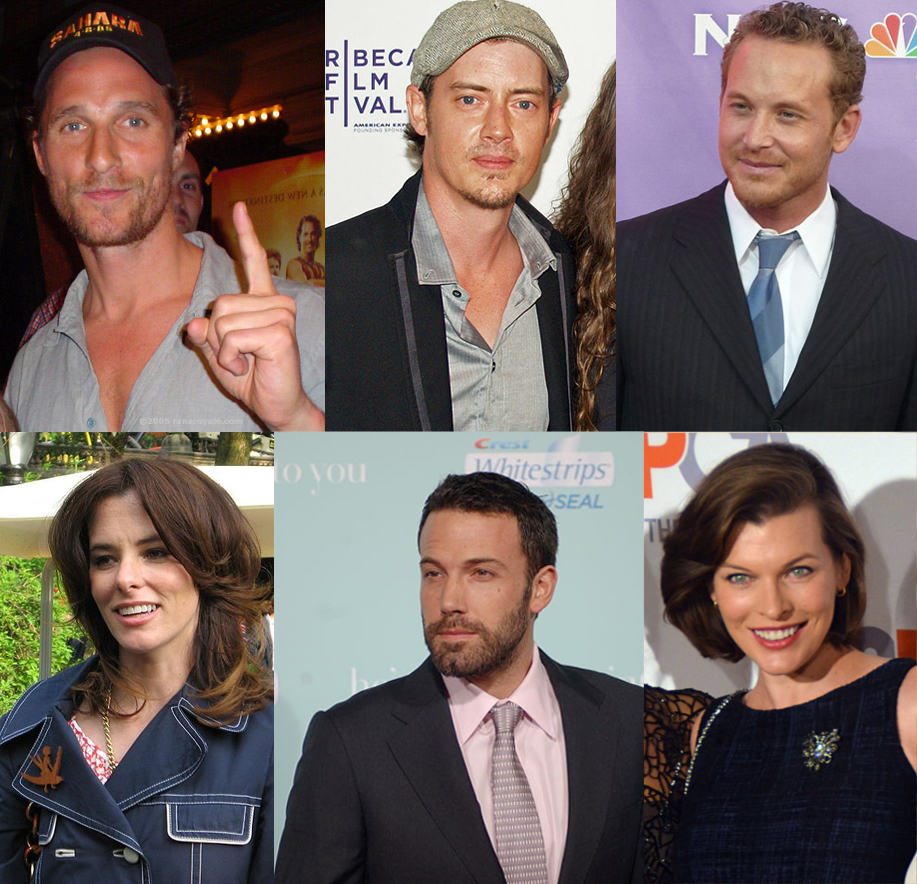
مجموعة مُختارة من طاقم الفيلم. في اتجاه عقارب الساعة من أعلى اليسار: ماثيو ماكونهي، وجاسون لندن، وكول هوسر، وميلا جوفوفيتش، وبن أفليك، وباركر بوزي.

- جاسون لندن في دور راندال "بينك" فلويد
- جوي لورين آدمز في دور سيمون كير
- ميلا جوفوفيتش في دور ميشيل بوروز
- شون أندروز في دور كيفن بيكفورد
- روري كوكران في دور رون سلاتر
- آدم غولدبرغ في دور مايك نيوهاوس
- أنتوني راب في دور توني أولسون
- ساشا جنسون في دور دون داوسون
- ماريسا ريبيسي في دور سينثيا دان
- دينا مارتن في دور شافون رايت
- ميشيل بيرك في دور جودي كرامر
- كول هوسر في دور بيني أودونيل
- كريستين هارنوس في دور كاي فولكنر
- وايلي ويغينز في دور ميتش كرامر
- مارك فاندرمولين في دور تومي هيوستن
- إستيبان باول في دور كارل بورنيت
- جيريمي فوكس في دور هيرشفيلدر
- بن أفليك في دور فريد أوبانيون
- جيسون أو. سميث في دور ملفين سبيفي
- كريستين هينوجوسا في دور سابرينا ديفيس
- باركر بوزي في دور دارلا ماركس
- ماثيو ماكونهي في دور ديفيد وودرسون
- كاثرين أفريل موريس في دور جولي سيمز
- نيكي كات في دور كلينت برونو
- رينيه زيلويغر في دور نيسي وايت

## وصلات خارجية
- مقالات تستعمل روابط فنية بلا صلة مع ويكي بيانات